# Loehle Aircraft

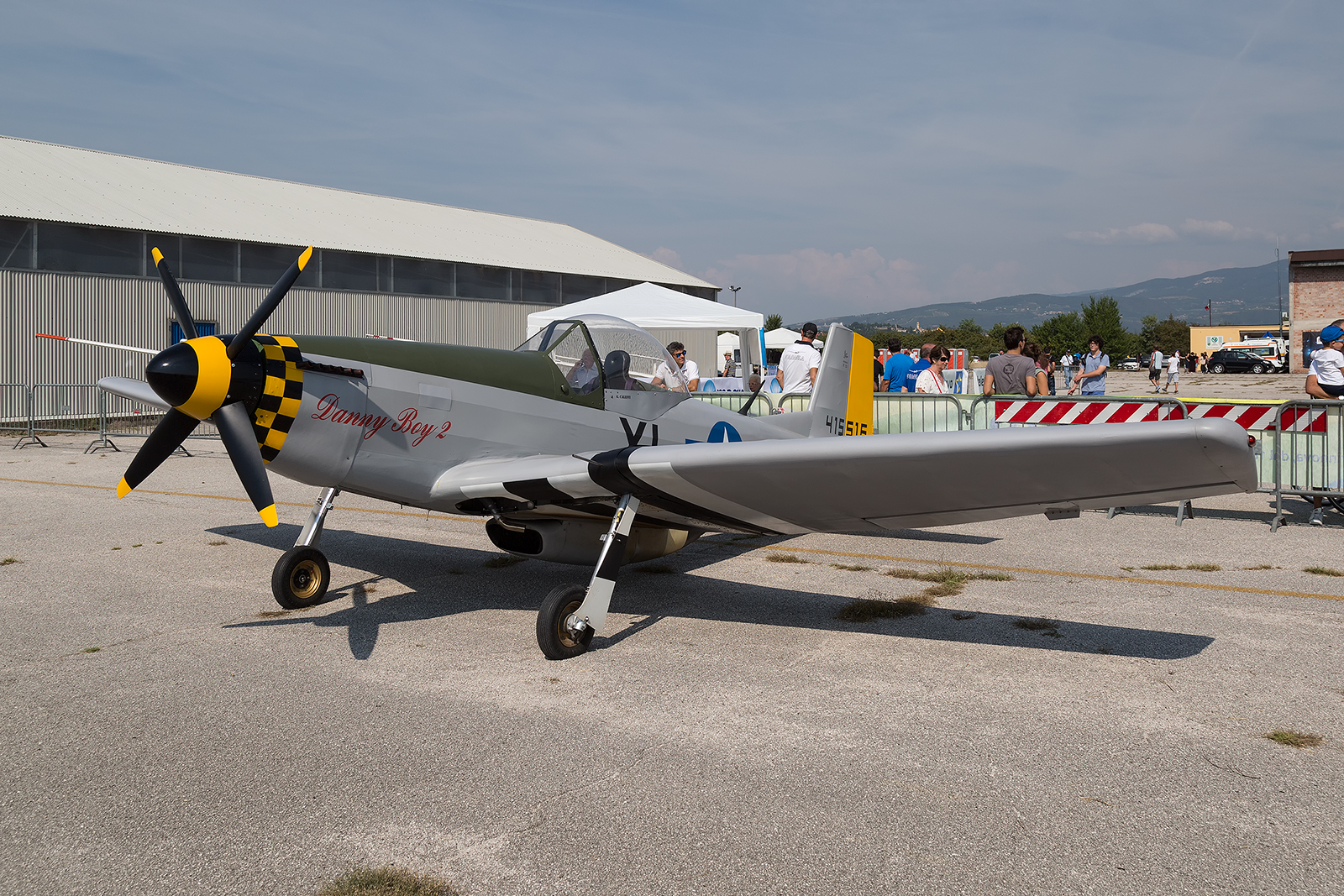
Ultra-léger Loehle I-5151.

Loehle Aircraft Corporation (prononcé "Low-lee") était un fabricant d'avions situé à Wartrace, au Tennessee, qui produisait des kits d'avion et une gamme complète de peintures pour tous types d'avions, y compris les avions métalliques, composites et recouverts de tissu,,,,,.
La société a fabriqué des kits d'avion pendant 40 ans, avec des avions construits et volés dans 26 pays.

## Histoire
Loehle Aircraft a fabriqué des kits d'avions de 1977 à 2017. En 1981, Mike Loehle a remporté le prix du Grand Champion Ultralight de l'Experimental Aircraft Association Oshkosh ainsi que le prix pour l'artisanat exceptionnel pour son ultraléger Easy Riser (en).  
Sandra Loehle, vice-présidente des opérations et épouse du fondateur Michael Loehle, est décédée d'un cancer en 2017,. Il semble que l'entreprise ait cessé ses activités à cette époque.